# Molophilus (Molophilus) wadna
Molophilus (Molophilus) wadna is een tweevleugelige uit de familie steltmuggen (Limoniidae). De soort komt voor in het Australaziatisch gebied.